# Lemon Joy

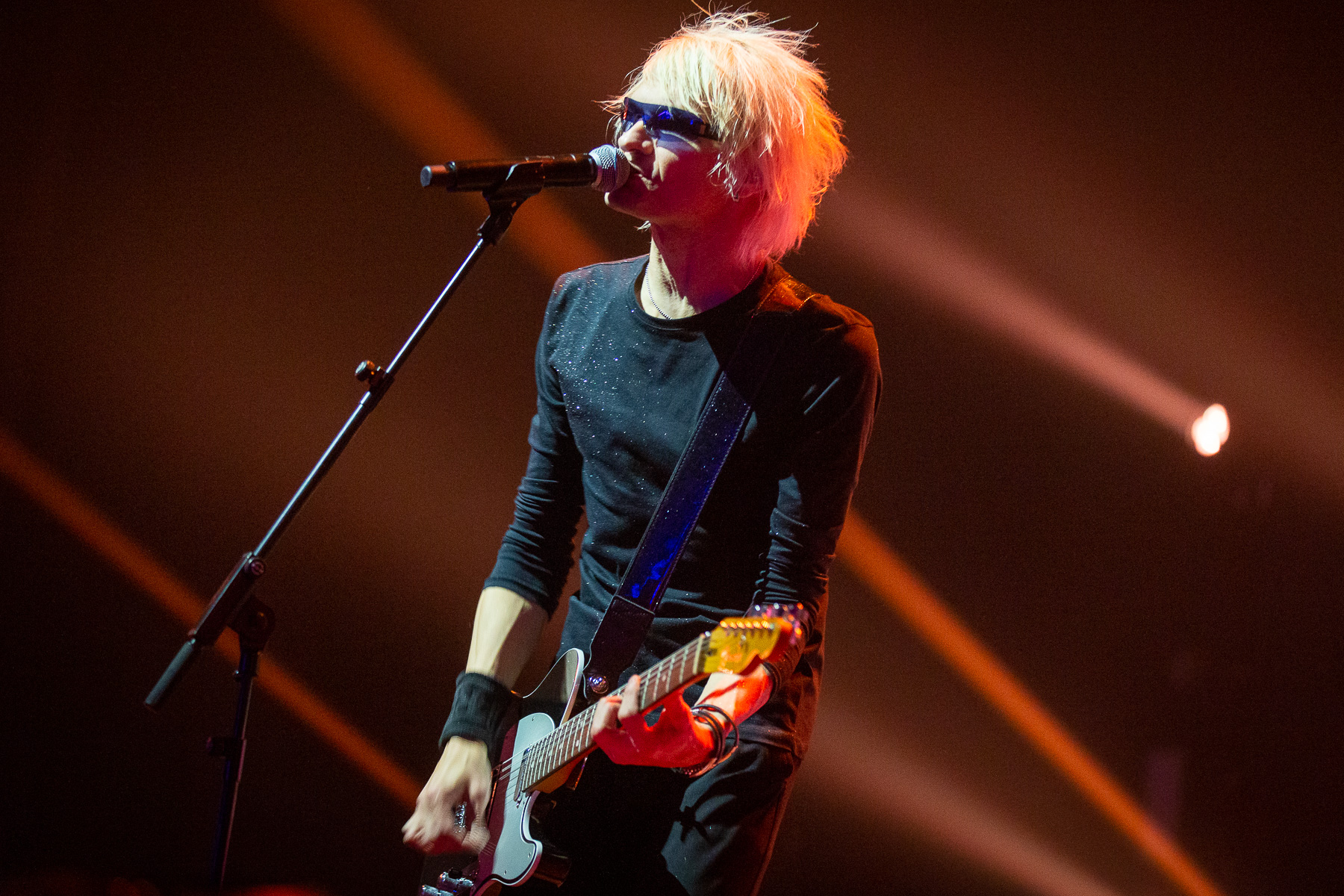
Игорь Кофас

Lemon Joy — литовская группа, родоначальница литовского «брит-попа». Её отличительные черты — мелодичные песни с лёгким уклоном в «готику», яркий имидж исполнителей (на некоторых этапах существования группы граничивший с эпатажностью) и мощный, богато окрашенный вокал лидера группы Игоря Кофаса (Igoris Kofas).

## История
На музыкальном горизонте Литвы группа появилась в 1991 году под названием «Etash Tree» («Третий Этаж»). Первые песни группы звучали преимущественно на русском и английском языках. Больших концертов в тот период не было, однако в 1995 году группа выезжала в турне по клубам Санкт-Петербурга, где познакомилась с известными представителями российской рок-общественности.
В конце 1995 года группа сменила название на Lemon Joy, в её репертуаре начало появляться всё больше композиций на литовском языке. С новой концертной программой группа завоевывала «Grand Prix» на фестивале молодых альтернативных групп «Blogiukas» («Плохиш»).
В 1996—1997 годах группа была номинирована по категориям «Лучший дебют года», «Лучшая рок-группа года», «Лучший альбом года».
Для весьма косного и консервативного музыкального мира Литвы настоящим открытием и шоком стал сценический имидж молодых музыкантов. Они свободно вели себя на сцене, вызывающе одевались, накладывали обильный грим и носили большое количество украшений. В одном из своих первых клипов Игорь Кофас предстал в весьма смелом облачении, что на долгие годы предопределило слухи о его нетрадиционной сексуальной ориентации. Многократно опровергавшиеся, они, тем не менее, вновь и вновь появлялись на страницах литовской «жёлтой» прессы.
Шутя провоцируя публику, группа не забывала развивать и свои музыкальные достижения. В 1997 году она получила первые места в номинациях «Лучший дебют года» (фестиваль «Bravo») и «Открытие года» (радиостанция «Ultra Vires»). В том же 1997 году группа представила Литву на фестивале «Rocksummer» (Таллин), где играла на одной сцене с Apollo 440, Biohazard, The Cardigans, Apocalyptica, Ва-БанкЪ, СерьГа и другими популярными коллективами.
В середине и конце 90-х годов практически ни один сборный концерт, ни одна музыкальная теле- и радиопередача в Литве не обходились без новых песен Lemon Joy. В тот период родились главные шлягеры группы — «Balta meilė», «Karolis», «Pamiršk mane», которые и сегодня по требованию публики звучат на каждом концерте коллектива.
Летом 2000 года Lemon Joy «разогревала» группу Pet Shop Boys на её концерте в Вильнюсе. Продюсеры Pet Shop Boys сами избрали группу для первого отделения концерта, прослушав записи нескольких десятков литовских исполнителей.
В 2001 году Lemon Joy завоевала номинацию «Лучшая поп-группа» (фестиваль «Brodvėjaus klubo muzikiniai apdovanojimai»). А годом позже на ежегодной церемонии «Bravo» Игорь Кофас стал обладателем первого места в номинации «Лучший вокалист года».
В последние годы Lemon Joy реже участвует в больших концертах, не стремится, как прежде, регулярно снимать клипы и выпускать альбомы. Зрелищным, эпатажным выступлениям перед многотысячной толпой музыканты предпочитают камерные концерты в литовских и зарубежных клубах, иногда в акустическом варианте. Но и новый, «спокойный» период их деятельности увенчивается рождением качественной музыки.
Помимо выступлений в составе Lemon Joy, Игорь Кофас на правах мэтра продюсирует молодых литовских исполнителей, сочиняет для них песни. Некоторые из них (например, «Mergaitės nori mylėti» в исполнении певицы Атланты) моментально становятся «золотыми» хитами.

## Дискография
- Willkommen (2016)
- Stebuklas (2011)
- 1210 (2006)
- Electropop (2004)
- REstart (2001)
- Mylėt tave taip beprotiška ir keista (1999)
- Super (1998)
- Glostyk (1996)